# Corps des ingénieurs de l'Armée de terre italienne
Le Corps des ingénieurs de l'Armée de terre Italienne  est constitué uniquement d’officiers et il a la charge, pour le compte de l'Armée de terre italienne, de faire ses propres études, recherches, tests et évaluations d’armes, munitions, véhicules…
Le Corps des ingénieurs de l'Armée de terre recrute les officiers titulaires d’un diplôme universitaire d’une discipline technique ou scientifique de niveau bac +5.
Le Corps étudie et expérimente les armes que l’Armée de terre acquiert, et produit et met à jour la cartographie analogique et la cartographie numérique, les données géodésiques et relevées à distance.

## Histoire
Le Corps des ingénieurs de l'Armée de terre a été créé pour rassembler les services techniques de toutes les armées ; ces divers services techniques se sont constitués au fil du temps : en 1910 pour l'artillerie, en 1930 pour les armes motorisées et en 1960 pour le génie, les services géographiques et les transmissions.
La loi du 20 septembre 1980 crée le corps technique en lui attribuant toutes les charges des précédents services techniques ; la circulaire SME de 1981 crée plus précisément le Corps technique de l'Armée de terre et indique que ses membres doivent exercer dans les domaines suivants : recherche et développement, contrôle des ressources, formation professionnelle du personnel technique civil et militaire.
En outre, ils ont vocation à faire partie des groupes de travail en Italie et à l'étranger.
Le 1er janvier 1998 (DL n° 490 du 30 décembre 1997), le Corps technique prend la dénomination de Corps des ingénieurs de l'Armée de terre.

## Fête
Le 9 octobre, date anniversaire de l'unification des services techniques (1980).